# Enzima nicasa
Una enzima nicasa (o nicasa endonucleasa) es una enzima que corta una hebra del ADN de doble cadena en una secuencia de nucleótidos específica conocida como diana de restricción . Estas enzimas hidrolizan (cortan) sólo una hebra del dúplex de ADN, por lo que éste no se escinde completamente.
Las nicasas se pueden usar para la amplificación por desplazamiento de cadena, Reacción de amplificación por nicasas (NEAR por sus siglas en inglés), degradación exonucleotídica, creación de pequeños espacios, o desplazamiento del corte. Este último proceso se ha utilizado para incorporar nucleótidos marcados radiactivamente y nucleótidos fluorescentes que permiten estudiar regiones específicas del ADN de doble cadena. Se han estudiado más de 200 nicasas, estando 13 de ellas disponibles comercialmente y usándose habitualmente para investigación y en productos comerciales.